# Amazonas (Venezuela)
Amazonas é um dos estados da Venezuela. Localiza-se ao sul do país, tem 184.250 quilômetros quadrados e 142 220 habitantes. A capital estadual é Puerto Ayacucho.

## Geografia
Seu nome se deve à sua localização geográfica, que corresponde à região amazônica, que é composta por todos os países da América do Sul, com a única exceção do Chile.

### Relevo
Seu relevo é das margens do Orinoco até o pico Marahuaca.

## Municípios
1. Alto Orinoco (La Esmeralda);
2. Atabapo (San Fernando de Atabapo);
3. Atures (Puerto Ayacucho);
4. Autana (Isla Ratón);
5. Manapiare (San Juan de Manapiare);
6. Maroa (Maroa);
7. Río Negro (San Carlos de Río Negro).